# Āb Nūk
Āb Nūk (persiska: آب نوک) är en ort i Iran.   Den ligger i provinsen Kohgiluyeh och Buyer Ahmad, i den centrala delen av landet, 500 km söder om huvudstaden Teheran. Āb Nūk ligger 1 415 meter över havet och antalet invånare är 191.
Terrängen runt Āb Nūk är varierad.Runt Āb Nūk är det ganska glesbefolkat, med 47 invånare per kvadratkilometer. Närmaste större samhälle är Dīshmūk, 13,4 km nordväst om Āb Nūk. Omgivningarna runt Āb Nūk är i huvudsak ett öppet busklandskap.